# Ażewicze
Ażewicze (lit. Ožionys) − wieś na Litwie, w rejonie solecznickim, 2 km na północ od Turgieli, zamieszkana przez 43 ludzi. Przed II wojną światową w Polsce, w powiecie wileńsko-trockim województwa wileńskiego.